# Dimension Hatröss
Dimension Hatröss é o quarto álbum de estúdio da banda canadense de thrash metal e metal progressivo Voivod. Foi lançado em 29 de junho de 1988 pela Noise Records e é um álbum conceitual que narra as façanhas do mascote Korgull. O conceito de capa e arte foi produzido pelo baterista Michel Langevin.
Em 2017, Dimension Hatröss foi adicionado pela revista norte-americana Rolling Stone na lista dos 100 melhores álbuns de metal de todos os tempos, ocupando a posição 78.

## Faixa
| N.º | Título                           | Duração |  |
| 1.  | "Experiment"                     | 6:10    |  |
| 2.  | "Tribal Convictions"             | 4:52    |  |
| 3.  | "Chaosmöngers"                   | 4:39    |  |
| 4.  | "Technocratic Manipulators"      | 4:35    |  |
| 5.  | "Macrosolutions to Megaproblems" | 5:33    |  |
| 6.  | "Brain Scan"                     | 5:08    |  |
| 7.  | "Psychic Vacuum"                 | 3:49    |  |
| 8.  | "Cosmic Drama"                   | 4:54    |  |

## Formação
- Denis Bélanger - vocal
- Denis D'Amour - guitarra
- Jean-Yves Thériault - baixo
- Michel Langevin - bateria